# Adelino William Gonsalves
Adelino William Gonsalves   (Portsmouth, 10 d'agost de 1908 - Kearny, 17 de juliol de 1977), conegut com a Billy Gonsalves, fou un futbolista estatunidenc de la dècada de 1930.
Provenia d'una família d'immigrants portuguesos començant a jugar al Lusitania Recreation Club. De vegades fou descrit com el "Babe Ruth del futbol-soccer americà". Jugà a diversos clubs americans com Boston Soccer Club o Fall River FC. Fou 6 cops internacional amb la selecció dels Estats Units, amb la qual participà en els Mundials de 1930 i 1934.